# Valve Lüütsepp
Valve Lüütsepp  (nacida el 17 de julio de 1939 en Leevi, Estonia) es una exjugadora de baloncesto soviética. Consiguió 2 medallas en competiciones oficiales con URSS.